# 瀬上沢
瀬上沢（せがみさわ）は、神奈川県横浜市栄区内を流れる㹨川（いたちがわ）の支流である。㹨川本流を「下川（したかわ ）」と呼ぶのに対して北側を流れるので「上川（うわかわ）」という。また『皇国地誌』では「猿田川」と呼ばれる。

## 概要

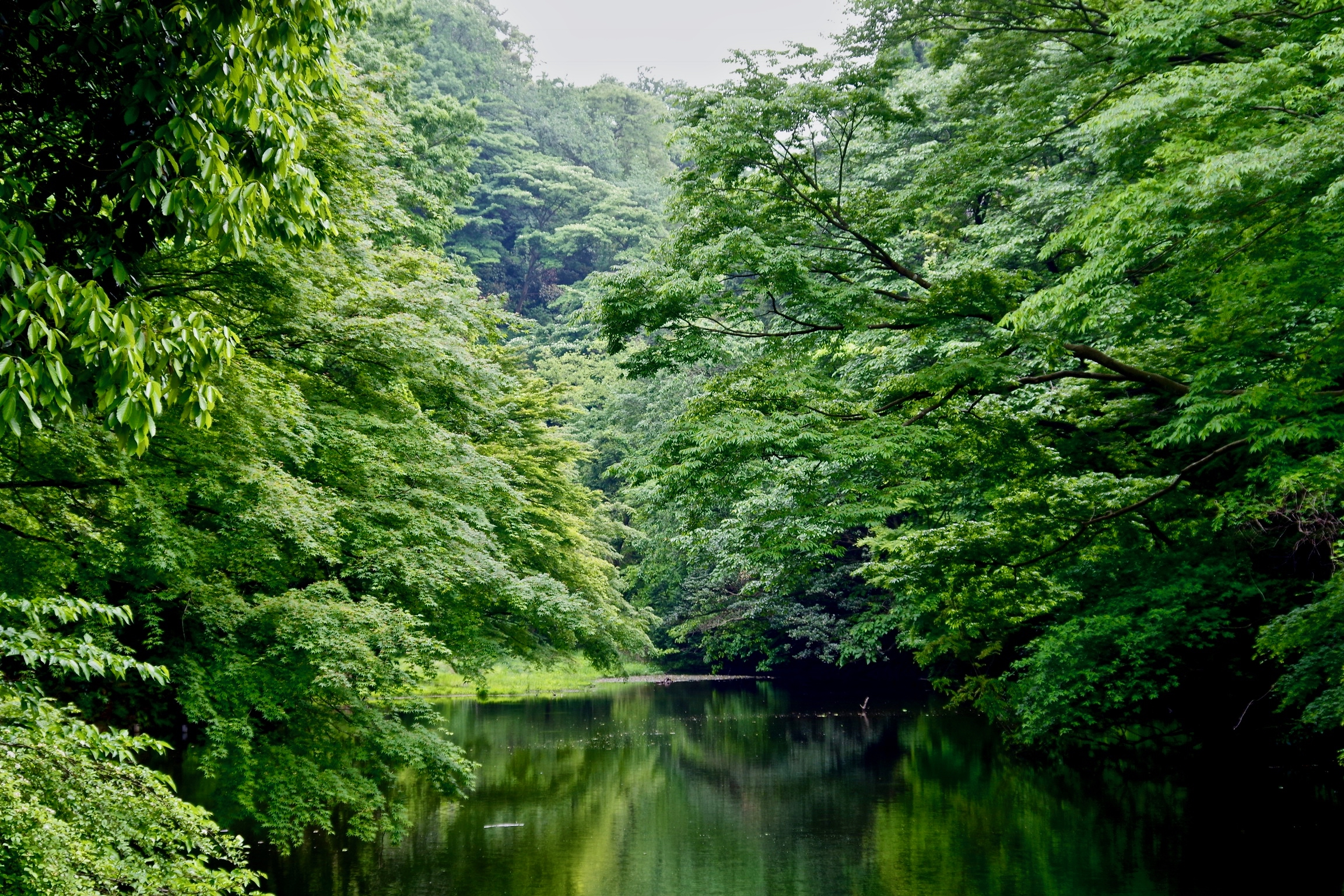
瀬上池

円海山の麓の山深い谷間に作られた瀬上池という溜池を水源にする。上流部分は里山に囲まれた自然豊かな小川であるが、下流は住宅地の合間を流れる用水路のようになっている。㹨川本流（下川）に並走しながら上郷町内を西に向かって流れ、桂町内で㹨川本流に合流する。
夏にはホタルが観賞できる自然の里山で、散策コースが設けられている。また、流域には上郷深田遺跡や上郷猿田遺跡など古代遺跡も残る。
瀬上沢は、かねてから東急建設による宅地開発が計画され、反対派との間で問題となっていた。しかし、2021年の熱海市伊豆山土石流災害で盛土を使う開発に社会的な懸念や関心が高まるなかでコストが嵩み、事業化が困難になったとして、2023年3月に東急建設は主要部分の開発を断念することを決定した。

## 参考資料
- 栄の歴史編集委員会『栄の歴史』栄区地域振興課 2013年（平成25年）3月